# Laurent Mbariko
Laurent Jean-Pierre Mbariko (19 janvier 1925 - 30 décembre 1972) était un homme politique de l'actuelle République démocratique du Congo. Natif du Kwilu dans la région du Bandundu, il a joué un rôle important dans le processus d'indépendance de la nation. 
Formé dans les écoles missionnaires catholiques du Kwilu comme enseignant, il rejoint Léopoldville, la capitale, dans les années 1940. Il s'affirme comme l'un des leaders du mouvement des scouts. 
Son nom se retrouve parmi les dirigeants congolais qui ont soumis aux autorités de la Belgique des documents sur l'aspiration du peuple congolais à l'indépendance (Voir le memorandum des seize).
Il est élu sénateur en 1959, à l'issue des premières élections législatives, sur la liste PSA (Parti solidaire africain) d'Antoine Gizenga. Plus tard, il rejoint le PNP (Parti national du peuple). Pendant un temps, il sert comme vice-président du sénat.
Il apparaît dans le gouvernement Joseph Ileo du 5 septembre 1960 comme vice-ministre (secrétaire d'État) à la défense. Quand le gouvernement d'union nationale est formé par Cyrille Adoula le 2 août 1961, il est nommé vice-ministre (secrétaire d'État) au plan, développement commun, et coopération internationale.
Il était connu pour sa forte personnalité, ainsi que son savoir-faire en politique étrangère. Il représenta le Congo à la conférence parlementaire euro-africaine de Strasbourg, en France (19-24 juin 1961).
En 1965, un coup d'État porte Mobutu au pouvoir. Mbariko refusera tous les postes qui lui seront offerts au nom de la démocratie. Il s'exila dans le Kwilu où une maladie l'emporta. Les Bambala du Kwilu se souviennent de lui à travers une chanson intitulée Mbariko (prononcer Mbadigow).